# Хюл, Петра
Петра Хюл (англ. Petra Hule; род. 5 марта 1999[…], Аделаида) — австралийская теннисистка. Победительница одного турнира WTA 125 в парном разряде.

## Общая информация
Петра Хюл родилась 5 марта 1999 года в Аделаиде, штат Южная Австралия, в Австрали.

## Спортивная карьера
В 2022—2025 годах стала победительницей одного турнира WTA 125 и ещё одиннадцати турниров ITF в парном разряде.

### 2025
В начале января 2025 года, в паре с соотечественницей Джейми Форлис завоевала свой первый титул WTA 125 в парном разряде на турнире Canberra Tennis International, в финале победив Дарью Семенистую и Нину Стоянович со счётом 7-5, 4-6, [10:6].
В середине январе 2025 года получив wild-card она участвовала в парном разряде Открытого чемпионата Австралии вместе со своей соотечественницей Джейми Форлис, где они в первом круге проиграли Элизе Мертенс и Эллен Перес со счётом 4-6, 5-7.

## Итоговое место в рейтинге WTA по годам
| Год  | Одиночный рейтинг | Парный рейтинг |
| 2024 | 296               | 232            |
| 2023 | 427               | 239            |
| 2022 | 504               | 429            |
| 2021 | —                 | —              |
| 2020 | —                 | —              |
| 2019 | —                 | —              |
| 2018 | —                 | —              |
| 2017 | —                 | —              |
| 2016 | —                 | —              |
| 2015 | —                 | —              |
| 2014 | 1193              | 1145           |